# Dasyatis gigantea
Dasyatis gigantea är en rockeart som först beskrevs av Lindberg 1930.  Dasyatis gigantea ingår i släktet Dasyatis och familjen spjutrockor. IUCN kategoriserar arten globalt som otillräckligt studerad. Inga underarter finns listade i Catalogue of Life.